# Fazlollah Nuri

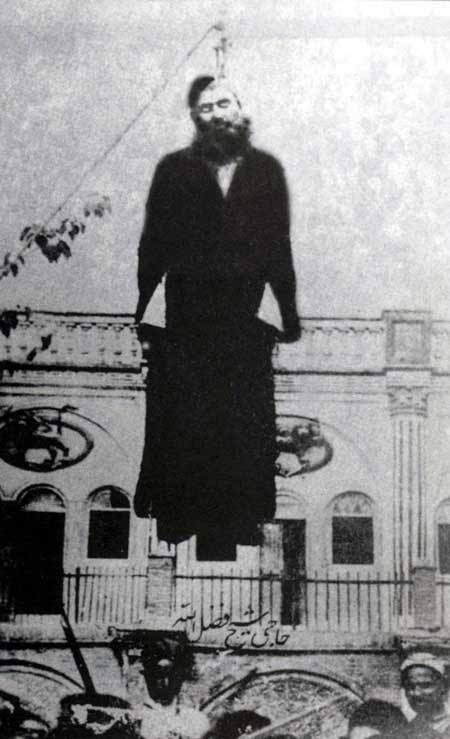
Avrättningen av Fazlollah Nuri

Fazlollah Nuri, född 1843, död 31 juli 1909, var en persisk islamisk teolog och rättslärd (mujtahid) med titeln schejk. Han var  en av de mest beslutsamma motståndarna till den konstitutionella revolutionen i Iran. Han avrättades offentligt i Teheran kort efter den konstitutionella rörelsens politiska seger 1909. 

## Biografi
Nuri föddes 1843 i provinsen Mazandaran i norra Persien, dagens Iran. Efter att ha gått i Koranskola i sin hemort fortsatte han sina studier i Najaf under Ayatollah Mirza Mohammed Hassan Shirazi och blev sedan imam i Teheran. 
I början av den konstitutionella revolutionen visade han visst stöd för upproret, bland annat delade han rörelsens kritik mot utländskt inflytande från kolonialmakter som Ryssland och Storbritannien. När det stod klart för honom att många i rörelsen var sekulära och krävde åtskillnad mellan stat och religion blev han snabbt mera kritisk. Han krävde att den konstitution som det nyvalda parlamentet antagit skulle förses med ett tillägg som innebar att en expertpanel bestående av minst fem präster ska ha vetorätt mot varje parlamentsbeslut som inte överensstämmer med islamiska rättsprinciper. Han krävde också att konstitutionen skulle slå fast att den officiella religionen i Persien var shiitisk islam och att shahen måste vara en shiitisk muslim. Den 7 oktober 1907 antogs dessa ändringar av parlamentet efter att Nuri hade förklarat att alla hans krav uppfylldes med antagandet av dessa ändringar.
Nuri nöjde sig dock inte med detta. Kort efter antagandet av den konstitutionella ändringen organiserade han en demonstration och en tre månader lång strejk där över 2000 präster deltog. Han agiterade för avskaffandet av parlamentet och utfärdade även en fatwa som utmålade parlamentsledamöterna som "apostater", "ateister" och "al-Harbi koffar" (krigiska hedningar) "vars blod kommer att flyta bland de troende".
Nuri allierade sig också med den nye shahen, Mohammad Ali Shah Qajar, som med stöd av ryska trupper genomförde en kupp mot parlamentet 1907.
Vid den konstitutionella rörelsens politiska seger 1909 greps och åtalades Nuri. Han dömdes för "uppvigling och korruption" och för inblandning i mord på flera konstitutionalister. Han dömdes till döden och hängdes i Teheran den 31 juli 1909.

## Politisk betydelse
Nuri har sedan han avrättades och även efter den islamiska revolutionen 1979 hyllats av de mest konservativa fraktionerna i det shiitiska prästerskapet inklusive revolutionsledaren  Ruhollah Khomeini och de nuvarande ledarna i Irans islamiska republik. Han beskrivs med ord som "det iranska prästerskapets ros" och som en "martyr för sitt försvar av islam mot demokrati och folkvald regering"..